# Vadim Ievseïev
Vadim Valentinovitch Ievseïev (en russe : Вадим Валентинович Евсеев), né le 8 janvier 1976 à Moscou, est un footballeur russe ayant évolué au poste d'arrière latéral droit entre 1993 et 2012 avant de se reconvertir comme entraîneur.

## Biographie

### Carrière de joueur
Natif de Mytichtchi dans la banlieue de Moscou, Vadim Ievseïev intègre les équipes de jeunes du Dynamo Moscou à l'âge de sept ans avant de rejoindre celles du Lokomotiv Moscou en 1990. Il s'en va ensuite pour revenir dans sa ville natale où il évolue au niveau amateur sous les couleurs du Spartak Mytichtchi entre 1991 et 1992.
En début d'année 1993, il est recruté par le Spartak Moscou où il passe ses premières années sous les couleurs de l'équipe réserve pour qui il joue plus de 120 matchs pour une vingtaine de buts marqués entre la troisième et la quatrième division de 1993 à 1995. Il fait finalement ses débuts avec l'équipe première durant la saison 1996, jouant sa première rencontre le 6 mars 1996 face au FC Nantes pour les quarts de finale de la Ligue des champions. Il dispute son premier match en championnat quatre jours plus tard face au Baltika Kaliningrad et marque son premier but le 1er mai face au Rotor Volgograd en Coupe de Russie. Il comptabiliser en fin d'année 27 rencontres jouées en championnat et contribue ainsi à la victoire du club qui remporte son quatrième titre consécutif.
Après cette première saison pleine, Ievseïev voit cependant son temps de jeu diminuer de manière notable lors des années qui suivent, l'amenant notamment à être prêté au Torpedo Moscou pour la fin de l'exercice 1998, avant de finalement le Spartak à la fin de l'année 1999. Il fait alors son retour au Lokomotiv Moscou où il retrouve rapidement une place de titulaire, contribuant à la deuxième place du club en championnat ainsi qu'à sa victoire dans la Coupe de Russie durant la saison 2000, étant notamment buteur lors de la finale remportée face au CSKA Moscou. Après un début d'année 2001 réussi qui voit le Lokomotiv remporter une deuxième coupe d'affilée, la saison d'Ievseïev s'arrête cependant brutalement au début du mois de juillet en raison d'une blessure qui le tient éloigné des terrains jusqu'à la fin d'année.
Faisant son retour durant la saison 2002, il dispute cette année-là 24 matchs en championnat et contribue activement aux performances du club dans celui-ci, étant notamment buteur à six reprises durant les dernières journées avec en particulier deux doublés contre le Sokol Saratov et le Zénith Saint-Pétersbourg ainsi qu'un but contre le Dynamo Moscou lors de la dernière journée. Ces buts aident ainsi les siens à se qualifier pour une finale pour le titre face au CSKA Moscou remportée par les Cheminots sur le score de 1 but à 0 afin de remporter leur premier titre de champion. Ievseïev reste par la suite quatre autres saisons au club, contribuant à une deuxième victoire en championnat en 2004 avant de s'en aller à la fin de l'année 2006 après six années au Lokomotiv.
Après un passage de quelques mois au Torpedo Moscou en deuxième division en début d'année 2007, Ievseïev fait son retour au premier échelon au cours de l'été en signant au Saturn Ramenskoïe. Sous ces couleurs il demeure principalement un joueur de rotation, totalisant une cinquantaine de rencontres jouées avec le club entre 2007 et 2010. Il part ensuite un an en Biélorussie avec le Torpedo Jodzina en 2011 avant de mettre fin à sa carrière professionnelle à la fin de l'année à l'âge de 35 ans. Il poursuit malgré tout brièvement au niveau amateur, jouant pour l'Arsenal Toula puis l'Olimpik Mytichtchi durant l'année 2012. Un jubilé est organisé en son honneur le 14 mai 2012 entre d'anciens joueurs russes et mondiaux.

### Carrière internationale
Régulièrement utilisé au sein de la sélection des espoirs en 1996 et 1998, Vadim Ievseïev prend notamment part à la phase finale de l'Euro espoirs 1998 où les Russes sont cependant éliminés d'entrée en quarts de finale par l'Espagne.
Il fait finalement ses débuts avec la sélection A sous les ordres d'Oleg Romantsev, qui était également son entraîneur au Spartak Moscou, le 31 mars 1999 à l'occasion d'un match de qualification pour l'Euro 2000 face à l'Andorre, disputant toute la première mi-temps avant de laisser sa place à Andreï Tikhonov tandis que les siens s'imposent sur le score large de 6 buts à 1.
À la suite de ce premier match, il est cependant laissé de côté pendant plusieurs années avant de brièvement revenir au mois d'octobre à l'initiative de Valeri Gazzaev pour jouer la fin du match contre l'Albanie (victoire 4-1) le 16 octobre 2002 dans le cadre des éliminatoires de l'Euro 2004. Il retourne de manière pérenne avec la sélection à partir de la deuxième partie de l'année 2003, prenant ainsi part à la fin des qualifications pour le championnat d'Europe. À ce titre il se démarque particulièrement au cours des barrages de qualification face au pays de Galles en inscrivant l'unique but de la confrontation lors du match retour à l'extérieur pour permettre à la Russie de se qualifier pour la phase finale de la compétition. Retenu par la suite dans le groupe qui s'en va au Portugal disputer l'Euro, il est titularisé lors des trois matchs de la phase de groupes, qui s'achèvent finalement sur l'élimination des siens après deux défaites et une victoire contre la Grèce, futur vainqueur du tournoi.
Par la suite, Ievseîev continue d'être appelé pour la première partie de la phase qualificative de la Coupe du monde, connaissant sa vingtième et dernière sélection à cette occasion face à la Lettonie le 17 août 2005. Il est rappelé une dernière fois par Guus Hiddink contre la Croatie le 6 septembre 2006 mais reste finalement sur le banc de touche.

### Carrière d'entraîneur
Démarrant des études d'entraîneur après la fin de sa carrière, Ievseïev intègre en juin 2013 l'encadrement technique du Tekstilchtchik Ivanovo en tant qu'assistant de Dmytro Parfenov, avec qui il a joué au Spartak Moscou et au Saturn Ramenskoïe. Il commence en 2014 à étudier dans le cadre d'une licence UEFA de catégorie A. Il occupe par la suite son poste d'adjoint jusqu'au début du mois de janvier 2015 avant de rejoindre l'Amkar Perm où il officie cette fois sous les ordres de Gadji Gadjiev.
Après deux années à ce poste, il devient entraîneur principal du Tekstilchtchik Ivanovo en février 2017, et termine par la suite troisième du groupe Ouest de troisième division à l'issue de la saison 2016-2017. Il quitte le club en septembre 2017 pour reprendre sa position d'adjoint à l'Amkar avant devenir entraîneur principal au mois de mars 2018 après le départ de Gadjiev. Après avoir maintenu l'équipe en première division au terme des barrages de relégation à l'issue de la saison, le club connaît cependant des graves difficultés financières qui amènent à sa disparition peu après la fin de saison et donc au départ de l'intégralité de ses salariés, dont Ievseïev. Il rejoint dans la foulée l'Anji Makhatchkala où il devient adjoint de Magomed Adiev en juin 2018. Il n'occupe cependant cette position que pendant deux mois avant de rejoindre en août le SKA-Khabarovsk en deuxième division en tant qu'entraîneur principal, s'engageant jusqu'à la fin de la saison 2018-2019.
Son passage se termine cependant plus tôt que prévu, Ievseïev étant appelé dès la fin du mois de mars 2019 à la tête du FK Oufa afin d'aider le club à se maintenir en première division. Affichant un bilan de deux victoires et quatre matchs nuls en dix matchs, il parvient à sortir l'équipe de la zone de relégation directe et à accrocher la quatorzième place synonyme de barrage contre le Tom Tomsk, finalement remporté sur le score de 2 buts à 1 pour maintenir le club en première division. Il amène ensuite le club à neuvième place du championnat lors de la saison 2019-2020 mais doit quitter ses fonctions au début du mois d'octobre 2020 après des débuts décevant durant l'exercice suivant qui voient alors Oufa se placer avant-dernier après dix matchs joués.
Huit mois après son départ d'Oufa, Ievseïev est nommé à la tête du Chinnik Iaroslavl, tout juste relégué en troisième division russe, au début du mois de juin 2021. Sous ses ordres, le club domine le groupe 2 de la compétition lors de la saison 2021-2022, assurant sa victoire et sa montée avec quatre matchs restants.

## Statistiques

### Statistiques de joueur
| Saison                | Club                  | Championnat           | Championnat | Championnat | Coupe(s) nationale(s) | Coupe(s) nationale(s) | Compétition(s) continentale(s) | Compétition(s) continentale(s) | Compétition(s) continentale(s) | Total | Total |
| Saison                | Club                  | Division              | M.          | B.          | M.                    | B.                    | Comp.                          | M.                             | B.                             | M.    | B.    |
| 1993                  | Spartak-d Moscou      | D3                    | 36          | 3           | -                     | -                     | -                              | -                              | -                              | 36    | 3     |
| 1994                  | Spartak-d Moscou      | D4                    | 44          | 12          | -                     | -                     | -                              | -                              | -                              | 44    | 12    |
| 1995                  | Spartak-d Moscou      | D4                    | 42          | 6           | -                     | -                     | -                              | -                              | -                              | 42    | 6     |
| 1997                  | Spartak-d Moscou      | D4                    | 7           | 0           | -                     | -                     | -                              | -                              | -                              | 7     | 0     |
| 1998                  | Spartak-d Moscou      | D3                    | 6           | 1           | -                     | -                     | -                              | -                              | -                              | 6     | 1     |
| 1999                  | Spartak-d Moscou      | D3                    | 3           | 1           | -                     | -                     | -                              | -                              | -                              | 3     | 1     |
| Sous-total            | Sous-total            | Sous-total            | 138         | 23          | -                     | -                     | -                              | -                              | -                              | 138   | 23    |
| 1996                  | Spartak Moscou        | D1                    | 27          | 2           | 3                     | 1                     | C1+C3                          | 2+5                            | 0                              | 37    | 3     |
| 1997                  | Spartak Moscou        | D1                    | 18          | 0           | 1                     | 0                     | C1+C3                          | 2+4                            | 0                              | 25    | 0     |
| 1998                  | Spartak Moscou        | D1                    | 6           | 0           | 1                     | 0                     | C3                             | 3                              | 0                              | 10    | 0     |
| 1999                  | Spartak Moscou        | D1                    | 11          | 1           | 1                     | 1                     | C1+C3                          | 3+1                            | 0                              | 16    | 2     |
| Sous-total            | Sous-total            | Sous-total            | 62          | 3           | 6                     | 2                     | -                              | 20                             | 0                              | 88    | 5     |
| 1998                  | Torpedo Moscou (prêt) | D1                    | 10          | 0           | 1                     | 0                     | -                              | -                              | -                              | 11    | 0     |
| Sous-total            | Sous-total            | Sous-total            | 10          | 0           | 1                     | 0                     | -                              | -                              | -                              | 11    | 0     |
| 2000                  | Lokomotiv Moscou      | D1                    | 29          | 2           | 4                     | 0                     | C1+C3                          | 2+6                            | 0                              | 41    | 2     |
| 2001                  | Lokomotiv Moscou      | D1                    | 13          | 0           | 3                     | 1                     | -                              | -                              | -                              | 16    | 1     |
| 2002                  | Lokomotiv Moscou      | D1                    | 24          | 7           | 1                     | 0                     | C1                             | 10                             | 2                              | 35    | 9     |
| 2003                  | Lokomotiv Moscou      | D1                    | 23          | 4           | 2                     | 0                     | C1+C1                          | 3+6                            | 0                              | 34    | 4     |
| 2004                  | Lokomotiv Moscou      | D1                    | 27          | 4           | 5                     | 0                     | C1                             | 2                              | 0                              | 34    | 4     |
| 2005                  | Lokomotiv Moscou      | D1                    | 21          | 2           | 1                     | 0                     | C1+C3                          | 4+4                            | 0                              | 30    | 2     |
| 2006                  | Lokomotiv Moscou      | D1                    | 24          | 0           | 4                     | 0                     | C3                             | 2                              | 0                              | 30    | 0     |
| Sous-total            | Sous-total            | Sous-total            | 161         | 19          | 19                    | 1                     | -                              | 39                             | 2                              | 219   | 22    |
| 2007                  | Torpedo Moscou        | D2                    | 20          | 4           | 3                     | 0                     | -                              | -                              | -                              | 23    | 4     |
| Sous-total            | Sous-total            | Sous-total            | 20          | 4           | 3                     | 0                     | -                              | -                              | -                              | 23    | 4     |
| 2007                  | Saturn Ramenskoïe     | D1                    | 8           | 1           | 1                     | 0                     | -                              | -                              | -                              | 9     | 1     |
| 2008                  | Saturn Ramenskoïe     | D1                    | 8           | 0           | 1                     | 0                     | CI                             | 3                              | 0                              | 12    | 0     |
| 2009                  | Saturn Ramenskoïe     | D1                    | 12          | 1           | -                     | -                     | -                              | -                              | -                              | 12    | 1     |
| 2010                  | Saturn Ramenskoïe     | D1                    | 20          | 1           | 1                     | 0                     | -                              | -                              | -                              | 21    | 1     |
| Sous-total            | Sous-total            | Sous-total            | 48          | 3           | 3                     | 0                     | -                              | 3                              | 0                              | 54    | 3     |
| 2011                  | Torpedo Jodzina       | D1                    | 25          | 4           | -                     | -                     | -                              | -                              | -                              | 25    | 4     |
| 2011-2012             | Arsenal Toula         | D4                    | 5           | 1           | -                     | -                     | -                              | -                              | -                              | 5     | 1     |
| 2012                  | Olimpik Mytichtchi    | D4                    | 5           | 0           | -                     | -                     | -                              | -                              | -                              | 5     | 0     |
| Sous-total            | Sous-total            | Sous-total            | 35          | 5           | -                     | -                     | -                              | -                              | -                              | 35    | 5     |
| Total sur la carrière | Total sur la carrière | Total sur la carrière | 336         | 34          | 32                    | 3                     | -                              | 62                             | 2                              | 430   | 39    |

### Statistiques d'entraîneur
| Tekstilchtchik Ivanovo | 1er février 2017 | 2 septembre 2017 | 19  | 15 | 3  | 1  | 78,9 |
| Amkar Perm             | 2 mars 2018      | 20 juin 2018     | 12  | 6  | 2  | 4  | 50,0 |
| SKA-Khabarovsk         | 20 août 2018     | 27 mars 2019     | 23  | 8  | 8  | 7  | 34,8 |
| FK Oufa                | 27 mars 2019     | 7 octobre 2020   | 55  | 14 | 21 | 20 | 25,5 |
| Chinnik Iaroslavl      | 1er juin 2021    | 30 avril 2023    | 64  | 36 | 12 | 16 | 56,3 |
| Fakel Voronej          | 1er mai 2023     | 5 septembre 2023 | 17  | 7  | 1  | 9  | 41,2 |
| Total                  | Total            | Total            | 190 | 86 | 47 | 57 | 45,3 |

## Palmarès
Spartak Moscou
- Championnat de Russie
  - Champion en 1996, 1997, 1998 et 1999.

 Lokomotiv Moscou
- Championnat de Russie
  - Champion en 2002 et 2004.
  - Vice-champion en 2000 et 2001.
- Coupe de Russie
  - Vainqueur en 2000 et 2001.
- Supercoupe de Russie
  - Vainqueur en 2003.